# Oscar Cordero
Oscar Emilio Cordero Jiménez (Orotina; 2 de abril de 1950) es un exfutbolista costarricense que jugó como delantero.

## Clubes
| Club                 | País       | Año       |
| -------------------- | ---------- | --------- |
| Alajuelense          | Costa Rica | 1968-1978 |
| Ramonense            | Costa Rica | 1979-1980 |
| Municipal Puntarenas | Costa Rica | 1980-1981 |

## Palmarés

### Títulos nacionales
| Título           | Equipo      | País       | Año  |
| ---------------- | ----------- | ---------- | ---- |
| Primera División | Alajuelense | Costa Rica | 1970 |
| Primera División | Alajuelense | Costa Rica | 1971 |
| Torneo de Copa   | Alajuelense | Costa Rica | 1974 |
| Torneo de Copa   | Alajuelense | Costa Rica | 1977 |

### Distinciones individuales
| Distinción                                           | Año  |
| ---------------------------------------------------- | ---- |
| Máximo goleador de la Primera División de Costa Rica | 1975 |